# ヘンリー・トラヴァース
ヘンリー・トラヴァース（Henry Travers、1874年3月5日 - 1965年10月18日）は、イングランド出身のイギリスの俳優。1946年の映画『素晴らしき哉、人生!』における天使クラレンス・オドバディ (Clarence Odbody) 役が最もよく知られている。

## 生い立ち
トラヴァースは、医師だった父ダニエル・ヒガティ (Daniel Heagerty) の息子、トラヴァース・ジョン・ヒガティ (Travers John Heagerty) として、ノーサンバーランド州プラダ (Prudhoe) に生まれた。その後はベリック・アポン・ツイードで育ったため、多くの評伝において、誤ってベリック・アポン・ツイード生まれと記されていた。一家は、ノーサンバーランド州コーゼンサイド (Corsenside) 近郊のA68に面したウッドバーン (Woodburn) から、1866年ころにプラダへ転入し、1976年ころにベリック・アポン・ツイードのツイードマウス (Tweedmouth) に転居すプラダに数年間住んでいた。トラヴァースは、建築家になるべくベリックで修業をしていたが、やがてヘンリー・トラヴァースの名で舞台に立つようになった。

## 経歴
イギリスで舞台俳優となった後、トラヴァースはアメリカ合衆国へ移民し、1933年からハリウッド映画に出演するようになった。初出演した映画は、『ウィーンの再会 (Reunion in Vienna)』であった。最後の映画出演は、1949年のことであった。トラヴァースの最も有名な役柄は、フランク・キャプラ監督の古典的作品『素晴らしき哉、人生!』において、ジェームズ・ステュアートが演じる主人公を自殺から救う天使クラレンスである。トラヴァースはまた、映画『ミニヴァー夫人』における演技によって、第15回アカデミー賞の助演男優賞にノミネートされた。

## おもな出演作品

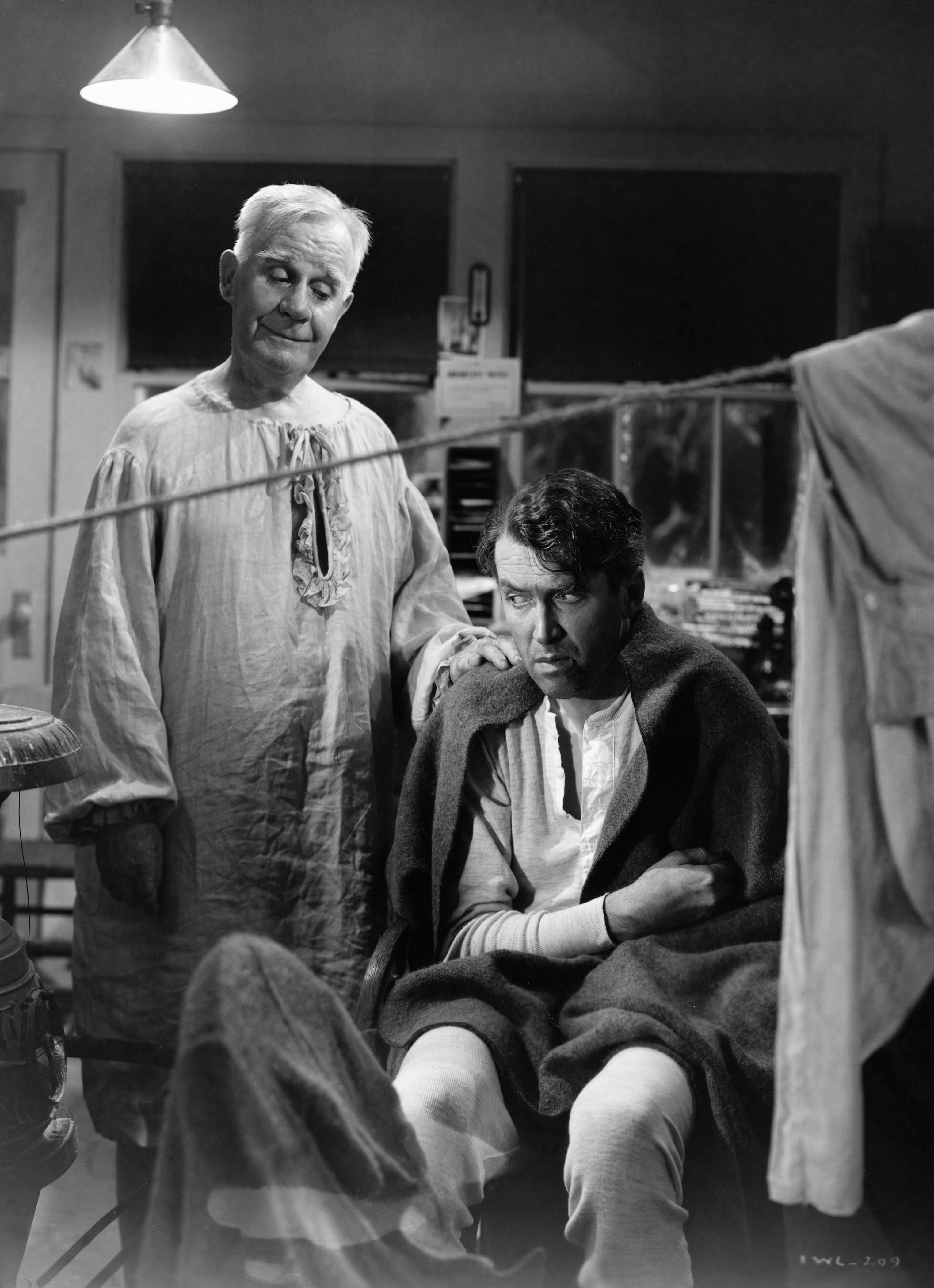
『素晴らしき哉、人生!』でクラレンス・オドバディを演じるトラヴァース（左）。

- ウィーンの再会 Reunion in Vienna (1933)
- 妾の弱点 My Weakness (1933)
- 透明人間 The Invisible Man (1933)
- 明日なき抱擁 en:Death Takes a Holiday (1934)
- Ready for Love (1934)
- 濁流 Born to Be Bad (1934)
- 或る夜の特ダネ After Office Hours (1935)
- 逢瀬いま一度 Escapade (1935)
- Four Hours to Kill! (1935)
- 黄昏 The Sisters (1938)
- 無法者の群 Dodge City (1939)
- 愛の勝利 Dark Victory (1939)
- 脱獄者の報酬 You Can't Get Away with Murder (1939)
- スタンレー探検記 Stanley and Livingstone (1939)
- 雨ぞ降る The Rains Came (1939)
- Primrose Path (1940)
- 人間エヂソン Edison, the Man (1940)
- ハイ・シェラ High Sierra (1941)
- 荒野の掠奪 The Bad Man (1941)
- 教授と美女 Ball of Fire (1941)
- ミニヴァー夫人 Mrs. Miniver (1942)
- 心の旅路 Random Harvest (1942)
- 疑惑の影 Shadow of a Doubt (1943)
- キュリー夫人 Madame Curie (1943)
- Dragon Seed (1944)
- 君を想いて The Very Thought of You (1944)
- None Shall Escape (1944)
- Thrill of a Romance (1945)
- The Naughty Nineties (1945)
- 聖メリーの鐘 The Bells of St. Mary's (1945)
- 子鹿物語 The Yearling (1946)
- 素晴らしき哉、人生! :It's a Wonderful Life (1946)
- Gallant Journey (1946)
- 真夏の曲線美 The Girl From Jones Beach (1949)

## 墓所
1965年に死去した後、トラヴァースはカリフォルニア州グレンデールのフォレスト・ローン・メモリアル・パーク (Forest Lawn Memorial Park) に埋葬された。